# 535353 Antoniwilk
535353 Antoniwilk è un asteroide della fascia principale. Scoperto nel 2007, presenta un'orbita caratterizzata da un semiasse maggiore pari a 2,6486646 au e da un'eccentricità di 0,2015443, inclinata di 12,16239° rispetto all'eclittica.